# Мойтаба Абедіні
Мойтаба Абедіні (нар. 11 серпня 1984 року, Тегеран, Іран) — іранський фехтувальник на шаблях, призер чемпіонату світу, Азії, Азійських ігор.

## Виступи на Олімпіадах
| Олімпіада           | Дисципліна          | Місце |
| ------------------- | ------------------- | ----- |
| Лондон 2012         | індивідуальна шабля | 37    |
| Ріо-де-Жанейро 2016 | індивідуальна шабля | 4     |
| Токіо 2020          | індивідуальна шабля | 11    |
| Токіо 2020          | командна шабля      | 6     |